# Ministr pro bydlení a rozvoj měst a venkova Čínské lidové republiky
Ministr pro bydlení a rozvoj měst a venkova Čínské lidové republiky (čínsky v českém přepisu Čung-chua žen-min kung-che-kuo ču-fang che čcheng-siang ťien-še pu pu-čang, pchin-jinem Zhōnghuá rénmín gònghéguó zhùfáng hé chéngxiāng jiànshè bù bùzhǎng, znaky zjednodušené 中华人民共和国住房和城乡建设部部长) je člen Státní rady Čínské lidové republiky, čínské vlády, který stojí v čele Ministerstva pro bydlení a rozvoj měst a venkova Čínské lidové republiky.
V současnosti post ministra pro bydlení a rozvoj měst a venkova v Li Čchiangově vládě zastává Ni Chung.

## Jmenovací proces
Podle Ústavy Čínské lidové republiky je ministr nominován premiérem a následně schválen Všečínským shromážděním lidových zástupců, nebo jeho stálým výborem. Do funkce je poté jmenován prezidentem Čínské lidové republiky.

## Seznam ministrů
| #  | Portrét | Jméno                  | Narození a úmrtí | Funkční období  | Funkční období  | Funkční období   | Vláda                                |
| #  | Portrét | Jméno                  | Narození a úmrtí | Nástup do úřadu | Opuštění úřadu  | Dny v úřadu      | Vláda                                |
| -- | ------- | ---------------------- | ---------------- | --------------- | --------------- | ---------------- | ------------------------------------ |
| 1. | -       | Ťiang Wej-sin 姜伟新   | * 1949           | 17. března 2008 | 27. června 2014 | 6 let a 102 dní  | Wen Ťia-pao II Li Kche-čchiang I     |
| 2. | -       | Čchen Čeng-kao 陈政高  | * 1952           | 27. června 2014 | 27. června 2017 | 3 roky a 0 dní   | Li Kche-čchiang I                    |
| 3. | -       | Wang Meng-chuej 王蒙徽 | * 1960           | 27. června 2017 | 27. března 2022 | 4 roky a 273 dní | Li Kche-čchiang I Li Kche-čchiang II |
| 4. | -       | Ni Chung 倪虹          | * 1962           | 24. června 2022 | úřadující       | 2 roky a 250 dní | Li Kche-čchiang II Li Čchiang        |